# Aquarium et centre marin du Nouveau-Brunswick
L'aquarium et centre marin du Nouveau-Brunswick est un aquarium situé dans la ville de Shippagan, au Nouveau-Brunswick, sur la côte est du Canada. C'est le plus important aquarium des provinces de l'Atlantique.

## Histoire
L'aquarium et centre marin du Nouveau-Brunswick ouvre ses portes en 1982 et accueille son millionième visiteur en août 2009. Les bassins intérieurs et l'information audiovisuelle sont rénovés en 2008. Le bassin des phoques est reconstruit en 2009. La cérémonie de clôture de la Ve Coupe mondiale de kitesurf a lieu à l'aquarium le 29 août 2009.

## Architecture
L'édifice est conçu par l'architecte Urbain Savoie. C'est un édifice de briques brunes de deux étages, conçu à la fois pour préserver la collection de la lumière et des conditions climatiques côtières. Il est presque identique au poste de police de Fredericton. Le centre marin est en effet représentatif des édifices néo-brunswickois de l'époque, souvent de style moderne simple, caractérisés par leurs surfaces courbes, le manque d'ornements et leurs murs de briques, un style rendu nécessaire par la récession.

## Collections

### Expositions

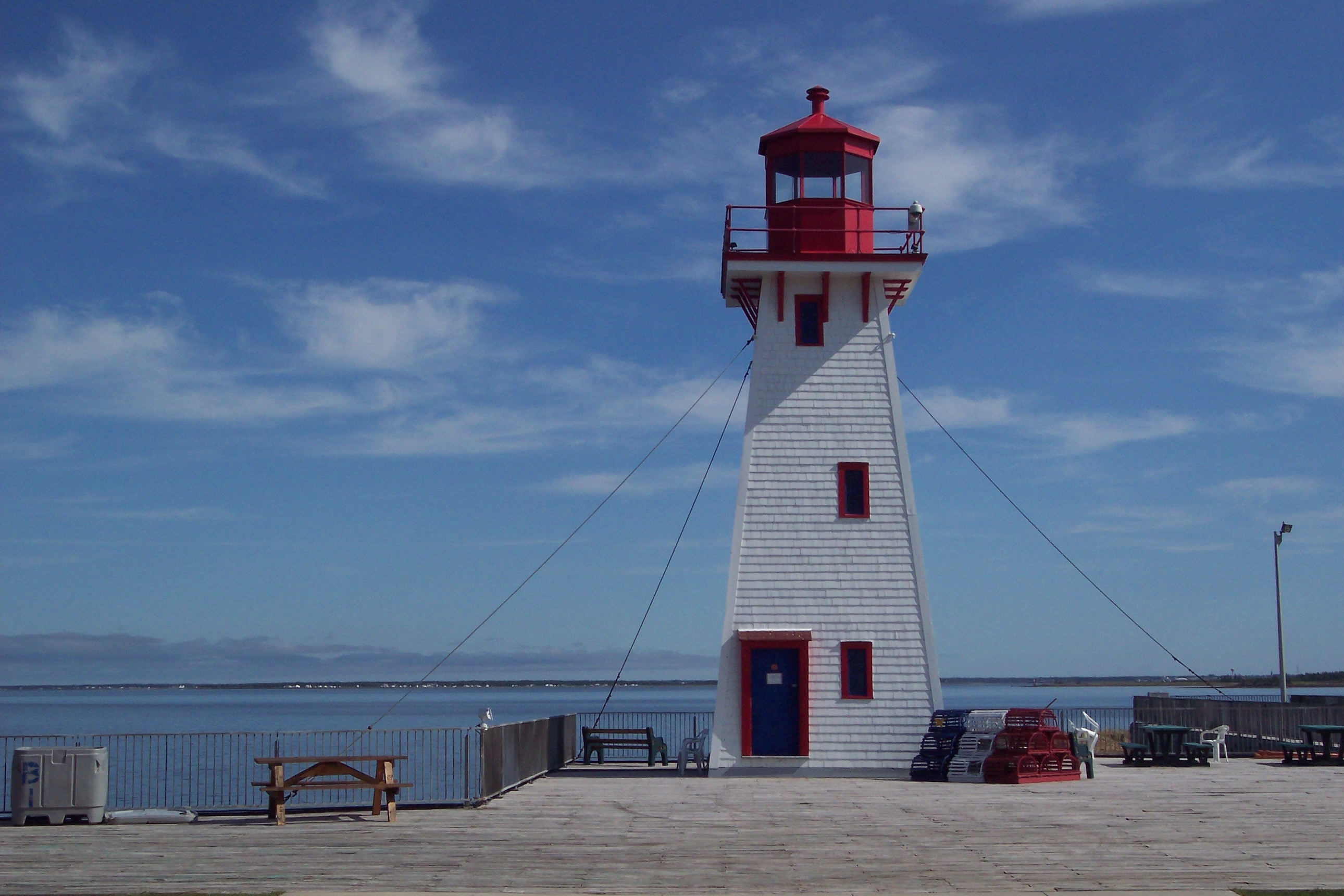
Le phare

À l'intérieur du bâtiment se trouve une exposition expliquant différents aspects de l'aquaculture et de la pêche, en particulier dans la baie des Chaleurs et le golfe du Saint-Laurent. L'exposition comprend entre autres des cartes, différentes pièces d'équipement et une réplique grandeur nature d'un bateau de pêche. L'aquarium abrite aussi une galerie d'art exposant des œuvres d'artistes néo-brunswickois et une boutique de souvenirs.
L'Aquarium a également collaboré avec le Musée virtuel du Canada à l'exposition en ligne Notre patrimoine de la pêche.

### Bassins
L'aquarium compte 31 bassins d'exposition, totalisant un volume de 90 000 litres d'eau salée et 50 000 litres d'eau douce. Cet aquarium a la particularité d'utiliser de la véritable eau de mer, provenant du havre. De plus, un bassin extérieur d'une capacité de 114 000 litres est aménagé pour les phoques communs. Finalement, un bassin de manipulation est aménagé à l'extérieur pendant la saison touristique.
150 autres bassins sont utilisés pour la collection de réserve ou à des fins de recherche.
Une centaine d'espèces marines, parmi plus de 50 familles, sont exposées dans les bassins.

## Projets
Un bassin intérieur montrant l'interaction des marées avec la faune et la flore sera construit à l'hiver 2009 et devrait être ouvert en 2010.[Passage à actualiser]

## Culture
L'aquarium est mentionné dans le recueil de poésie La terre tressée, de Claude Le Bouthillier.